# 스위스컵
스위스컵(영어: Swiss Cup, 독일어: Schweizer Cup 슈바이처컵[*], 프랑스어: Coupe de Suisse 쿠프 드 쉬스[*], 이탈리아어: Coppa Svizzera 코파 스비체라[*], 로만슈어: Cuppa Svizra 쿠파 주비츠라)은 1926년부터 매년 스위스 축구 협회에서 주관하는 스위스 토너먼트 축구 컵 대회이다. 스위스 컵의 우승팀에게는 UEFA 유로파리그 진출권이 주어진다.